# ستيفان باريا
ستيفان باريا (بالإنجليزية: Stephan Barea)‏ هو لاعب كرة قدم أمريكي، ولد في 22 مايو 1991 في ليفيتاون في الولايات المتحدة. شارك مع منتخب بورتوريكو لكرة القدم. أما مع النوادي، فقد لعب مع Long Island Rough Riders ‏.

## وصلات خارجية
- ستيفان باريا على موقع قاعدة بيانات كرة القدم.إي يو (الإنجليزية)
- ستيفان باريا على موقع ناشيونال فوتبول تيمز (الإنجليزية)
- ستيفان باريا على موقع Soccerway.com (الإنجليزية)